# Europaspiele 2023/Bogenschießen
Bei den Europaspielen 2023 wurden acht Wettbewerbe im Bogenschießen ausgetragen.
Die Einzelwettkämpfe mit dem Recurvebogen dienten gleichzeitig als Qualifikation für die Olympischen Sommerspiele 2024. Die Athleten konnten dabei im Einzel und mit der Mannschaft Quotenplätze für ihre Nation sichern.

## Bilanz

### Medaillenspiegel
| Platz  | Land           | Gold | Silber | Bronze | Gesamt |
| ------ | -------------- | ---- | ------ | ------ | ------ |
| 1      | Italien        | 2    | 1      | 3      | 6      |
| 2      | Großbritannien | 2    | 1      | —      | 3      |
| 3      | Spanien        | 1    | 3      | 1      | 5      |
| 4      | Deutschland    | 1    | —      | 1      | 2      |
| 5      | Estland        | 1    | —      | —      | 1      |
| 5      | Slowakei       | 1    | —      | —      | 1      |
| 7      | Dänemark       | —    | 1      | —      | 1      |
| 7      | Frankreich     | —    | 1      | —      | 1      |
| 7      | Ukraine        | —    | 1      | —      | 1      |
| 10     | Türkei         | —    | —      | 2      | 2      |
| 11     | Schweiz        | —    | —      | 1      | 1      |
| Gesamt | Gesamt         | 8    | 8      | 8      | 24     |

### Medaillengewinner
Compoundbogen
| Disziplin        | Gold                               | Silber                                      | Bronze                          |
| ---------------- | ---------------------------------- | ------------------------------------------- | ------------------------------- |
| Männer Einzel    | Jozef Bošanský (SVK)               | Marco Bruno (ITA)                           | Emircan Haney (TUR)             |
| Frauen Einzel    | Elisa Roner (ITA)                  | Ella Gibson (GBR)                           | Hazal Burun (TUR)               |
| Mixed Mannschaft | Lisell Jäätma / Robin Jäätma (EST) | Tanja Gellenthien / Mathias Fullerton (DEN) | Elisa Roner / Marco Bruno (ITA) |

Recurvebogen
| Disziplin         | Gold                                                    | Silber                                                | Bronze                                                  |
| ----------------- | ------------------------------------------------------- | ----------------------------------------------------- | ------------------------------------------------------- |
| Männer Einzel     | Florian Unruh (GER)                                     | Miguel Alvariño (ESP)                                 | Pablo Acha (ESP)                                        |
| Frauen Einzel     | Penny Healey (GBR)                                      | Elia Canales (ESP)                                    | Chiara Rebagliati (ITA)                                 |
| Männer Mannschaft | ItalienMauro Nespoli Federico Musolesi Alessandro Paoli | SpanienAndrés Temiño Miguel Alvariño Pablo Acha       | SchweizKeziah Chabin Thomas Rufer Florian Faber         |
| Frauen Mannschaft | GroßbritannienPenny Healey Jaspreet Sagoo Bryony Pitman | FrankreichCaroline Lopez Audrey Adiceom Lisa Barbelin | ItalienTatiana Andreoli Chiara Rebagliati Lucilla Boari |
| Mixed Mannschaft  | Elia Canales / Miguel Alvariño (ESP)                    | Anastassija Pawlowa / Iwan Koschokar (UKR)            | Michelle Kroppen / Florian Unruh (GER)                  |